# Османова Ленара
Ленара Шевкетівна Османова (LENARA) (7 травня 1986, Ташкент) — українська, кримськотатарська співачка, заслужена артистка України з 2017 року, заслужена артистка АР Крим з 2007 року.

## Біографія
Народилась 7 травня 1986 року в м. Ташкент (Узбекистан) в родині інженера (батька) та педагога музики (матері). В 1991 році з сім'єю переїхала в Крим, в м. Сімферополь, де зробила перші кроки на сцені, перемігши у конкурсі «Крымские звездочки-91».
Закінчила з відзнакою Сімферопольську школу мистецтв за спеціальністю «музичне мистецтво та хореографія»; Київський державний коледж естрадного і циркового мистецтва за спеціальністю «естрадний вокал», Державну академію управляючих кадрів культури та мистецтв (магістр вокально-педагогічних дисциплін).

## Досягнення
- Переможниця конкурсу «Міні-міс Криму-93»
- Лауреат і володар Гран-прі всеукраїнських конкурсів і фестивалів: «У Чорного моря», «Глорія», «Пісенний вернісаж», «Жемчужина Крыма», «Шелляле», «Волшебная свеча», «Всі ми діти твої, Україно!», «Фант-лото-надія».
- Лауреат міжнародних конкурсів: фіналістка програми «Утренняя звезда» (Москва, 1997 р.), «Маленькие звездочки» (Санкт-Петербург, 1998 р.), лауреат першої премії міжнародного конкурсу «Світ музики» (Флоренція, 2003 р.), володар Гран-прі міжнародного фестивалю етнічної культури (Сицилія, 2006 р.), лауреат першої премії міжнародного конкурсу «Star sprint» (Рим, 2006 р.), лауреат другої премії і володар золотого диску конкурсу «Bengio-festival» (Беневенто, Італія, 2006 р.).

З 1996 року — дійсний член Малої Академії мистецтв Криму. За активну участь в культурному житті України та високий професіоналізм неодноразово була відзначена державними нагородами Кримської та Київської влади: Національним фондом «Україна — дітям» в рамках програми «Обдаровані діти України», Подякою мера м. Києва О. О. Омельченка, Почесною грамотою Президіуму Верховної Ради АР Крим.
Указом від 5 лютого 2007 року Ленарі офіційно присвоєно звання Заслуженої артистки АР Крим.
У 2009 році стала фіналісткою Національного українського відбору «Євробачення 2009», де виступала з піснею «Flash».